# Грб Холандских Антила
Грб Холандских Антила је првобитно био усвојен 1964. године, али је због промене броја чланица заједнице, доживио корекцију већ 1. јануара 1986. и био је у употреби све до октобра 2010, када су Холандски Антили као државна заједница укинути.
Грб Холандских Антила се састоји од штита на коме се налази пет плавих звезда на златном пољу, који је уоквирен црвеном бојом. Изнад штита је холандска круна, а у подножју трака са мотом на латинском: „Libertate Unanimus” (српски: Уједињени слободом).
Грб је првобитно имао 6 звезда, једну за свако острво у заједници. Када се Аруба издвојила из Холандских Антила, грб је промењен тако што је једна звездица уклоњена са поља. Остали детаљи грба се нису мењали.